# Nain (flygplats)
Nain är en flygplats i Kanada. Den ligger i den östra delen av landet, 1 600 km nordost om huvudstaden Ottawa. Nain ligger 6 meter över havet.
Terrängen runt Nain är huvudsakligen kuperad, men åt nordväst är den platt. Havet är nära Nain åt nordost. Trakten är glest befolkad. Närmaste större samhälle är Nain, 0,81 km sydost om Nain.